# Mazdamer
Mazdamer (niderl. Maasdammer lub Maasdam kaas) – rodzaj holenderskiego sera produkowany z krowiego mleka. Mazdamer jest zaliczany do serów półtwardych, podpuszczkowych dojrzewających. Ser powstał na początku lat 90. XX wieku jako alternatywa dla szwajcarskich serów typu ementaler. Ma smak bardziej słodki i orzechowy niż ementaler, delikatną, żółtą skórkę, a w przekroju widoczne duże dziury. Jest także bardziej wilgotny i sprężysty. Zawiera ok. 45% tłuszczu w masie suchej.
Holenderska nazwa pochodzi od miejscowości Maasdam położonej w Holandii Południowej.
Jest także produkowany przez Royal Bel Leerdammer B.V. i sprzedawany pod marką Leerdammer.